# St.-Marien-Kirche (Grimmen)

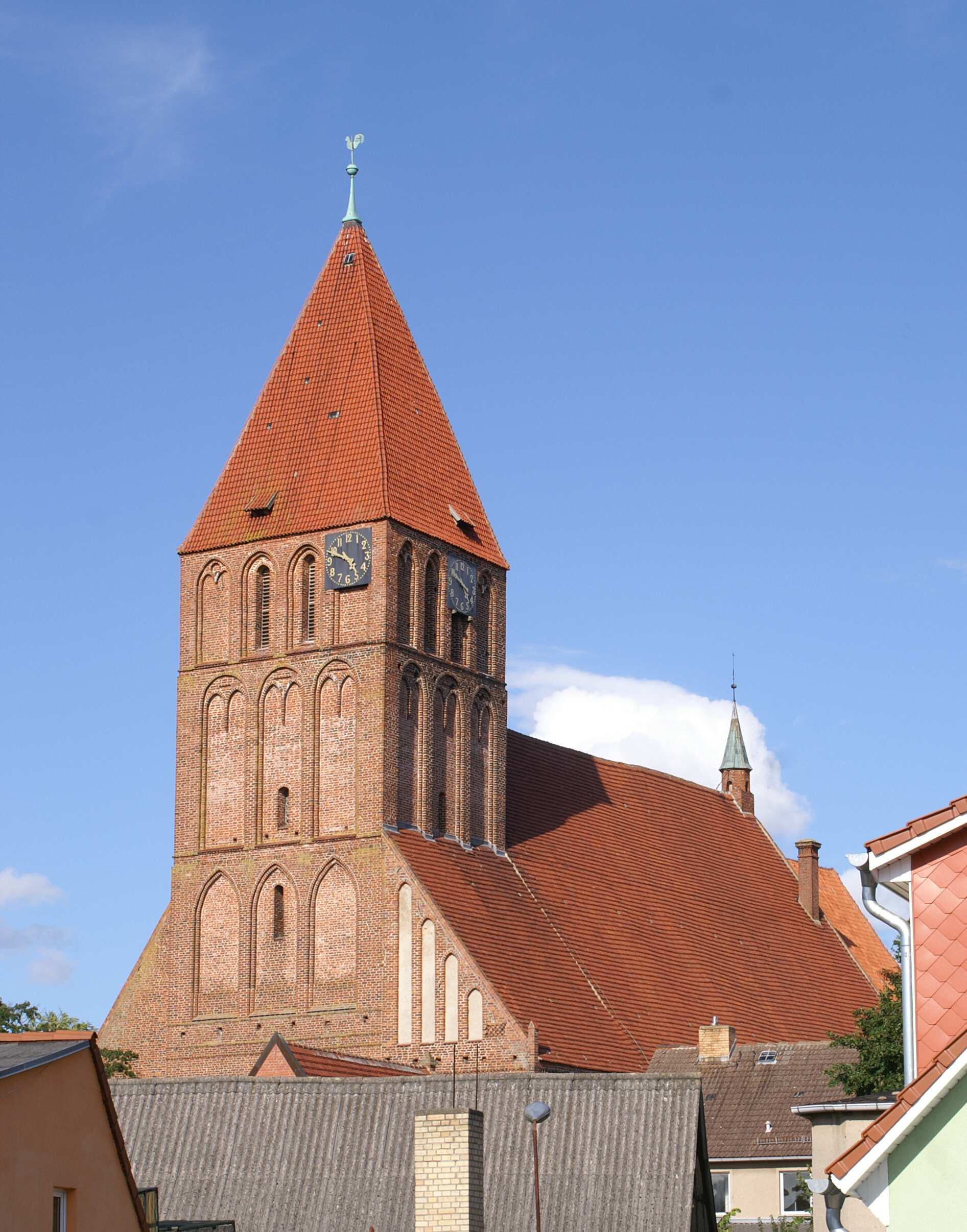
St.-Marien-Kirche in Grimmen

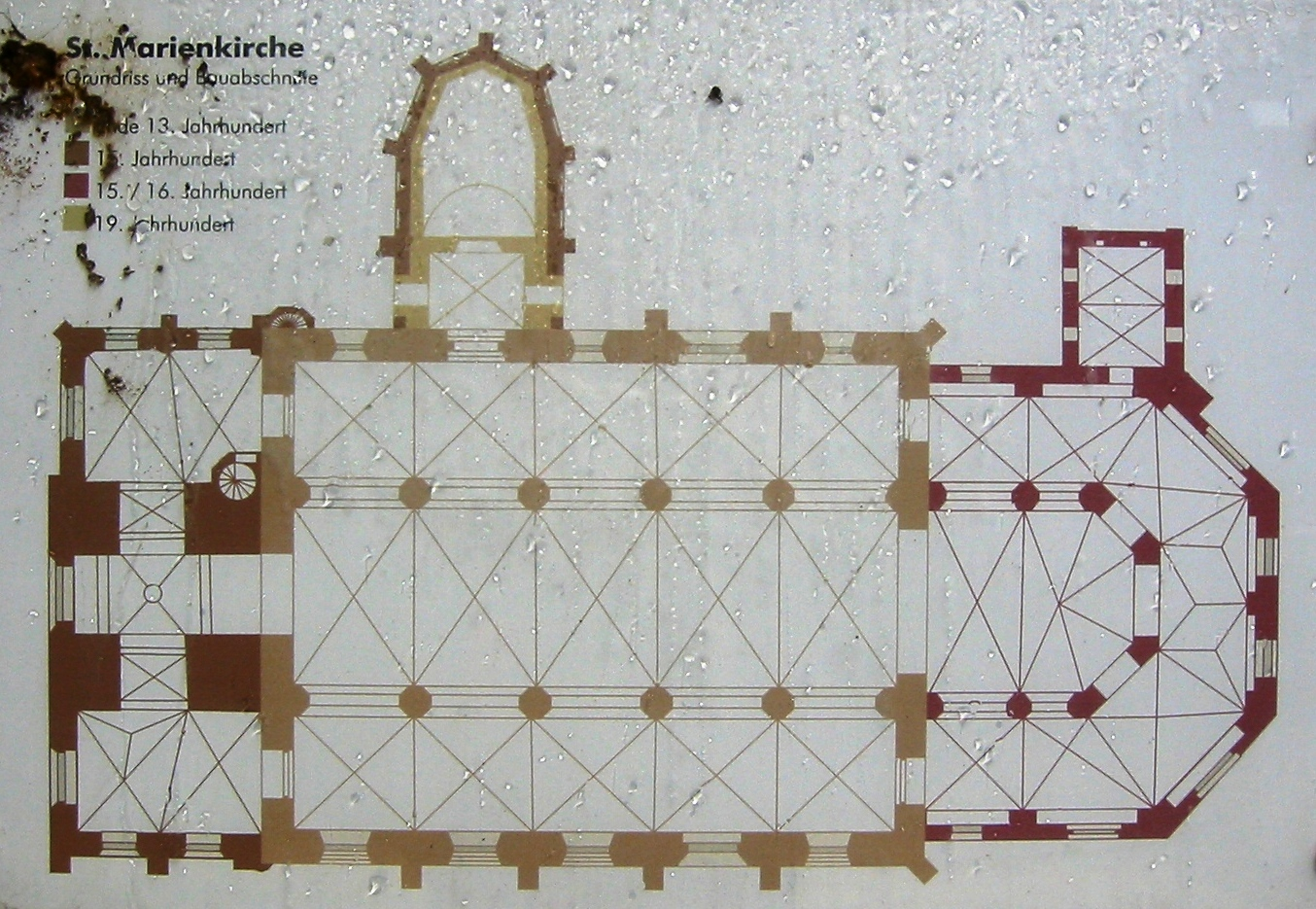
Grundriss und Bauabschnitte der Kirche

Die Stadtkirche St. Marien ist eine frühgotische Hallenkirche im Stadtkern von Grimmen in der Nähe des Grimmer Rathauses.
Das Gebäude steht unter Denkmalschutz.

## Geschichte

### Bau der Halle im Mittelalter
Im Totenbuch von Neuencamp wird 1270 ein Pfarrer mit dem Namen Helmrich erwähnt, der dort als erster Geistlicher Grimmens bezeichnet wird. Somit muss man davon ausgehen, dass bereits zu dieser Zeit in Grimmen eine Kirche oder eine Kapelle stand. Mit dem Bau der frühgotischen Marienkirche wurde um 1275 begonnen. Überliefert ist weiterhin, dass der Ritter Arnold von Grimmen gemeinsam mit dem Leutpriester Conrad am 12. Juli 1278 auf einer Hallenkirche „auf dem Hügel“ predigte. Als Kern der Stadtkirche entstand eine Halle als ein Backsteinbau auf einem Feldsteinsockel. Um- und Anbauten folgten im Laufe der Jahrhunderte. Die dreischiffige Halle von fünf Jochen hat im Mittelschiff rechteckige, kräftige Kreuzgewölbe und in den beiden Seitenschiffen quadratische Kreuzgewölbe. Getragen werden die Gewölbe von achteckigen Pfeilern mit zierlichen Sockelprofilen aus glasierten Steinen. Die Außenwände werden durch kleine Strebepfeiler gestützt, wobei die Eckpfeiler geschrägt sind. Die gotischen Fenster sind drei- und zweiteilig.
Der ursprüngliche gerade Ostabschluss der Halle ähnelte dem der Greifswalder Marienkirche („Dicke Marie“).
In einer Urkunde aus dem Jahr 1326 wird die Kirche erstmals namentlich erwähnt: Die Witwe von Witzlaw III., Agnes, stiftete damals vier Hufen Land zu Gunsten der Kirche. Mit dem vierten Hufen wurde der Altar der Kirche finanziert.

### Hallenchor
Im 15. Jahrhundert wurde aus Backsteinen dann der kreuzrippengewölbte Hallenchor in einem zweiten Bauabschnitt mit einem Umgang an die Ostseite angefügt. Der Binnenchor hat ein Joch und einen Fünfachtelschluss. Der Umgang weist glatte Wände auf, wobei die Strebepfeiler sich hier im Inneren befinden und so hohe Wandnischen bilden. Der Umgang wird dabei aus acht Teilen gebildet und überwölbt. Der Herzog Barnim VIII. stiftete im Jahr 1436 die nach ihm benannte „Barnimskapelle“. Ein Sakristeianbau mit zwei Jochen befindet sich an der Nordseite des Chors. Sie entstand zusammen mit der Moritzkapelle (auch Mauritiuskapelle genannt) und der Agneskapelle in einem dritten Bauabschnitt. 1559 ist dieser Anbau bereits baufällig und wurde 1846 abgerissen.

### Turm und Westseite
Etwa zur gleichen Zeit wurde an der Westseite der quadratische Turm mit seiner Turmhalle angefügt. Der Turm hat vier Geschosse und wird oben mit einem Blendschmuck verziert. Das gotische Westportal ist dreifach gestuft, erstellt als Rundstabbündel aus glasierten und unglasierten, profilierten Ziegeln. Mit dem Turm entstanden die niedrigen Seitenhallen am Turm mit Blendgiebel an der Westseite.
Im Kirchturm befinden sich die Kirchenglocken, ein seltener Schatz in Pommern. Ein Glockensachverständiger schwärmt: „Uns ist nicht bekannt, dass es in Pommern ein vierstimmiges Geläut noch einmal gibt.“ Die hohe Qualität der Klangmöglichkeit der Glocken wird dabei geschätzt. Sie stammen vermutlich aus dem Jahr 1458.
Die Disposition ist: d' e' gis' h'.

### Moritzkapelle
Die Moritz- oder Mauritiuskapelle an der Nordseite hat zwei kleine Joche und einen vierseitigen Abschluss, wobei die Strebepfeiler hier wieder außen stehen. Erstmals 1438 erwähnt wurde sie 1615 von Albrecht Wakenitz für 500 Gulden gekauft und diente der Familie Wackenitz, später von der Lancken-Wakenitz, bis 1945 als Erbbegräbnis. Noch heute ist sie der letzte Ruheort für 15 Familienangehörige. Im Eingangsbereich der Kapelle befinden sich zwei große Engelsfiguren. Dieser Vorraum ist heute ein Ort des Gedenkens für die Opfer der Kriege.

### Innenausstattung

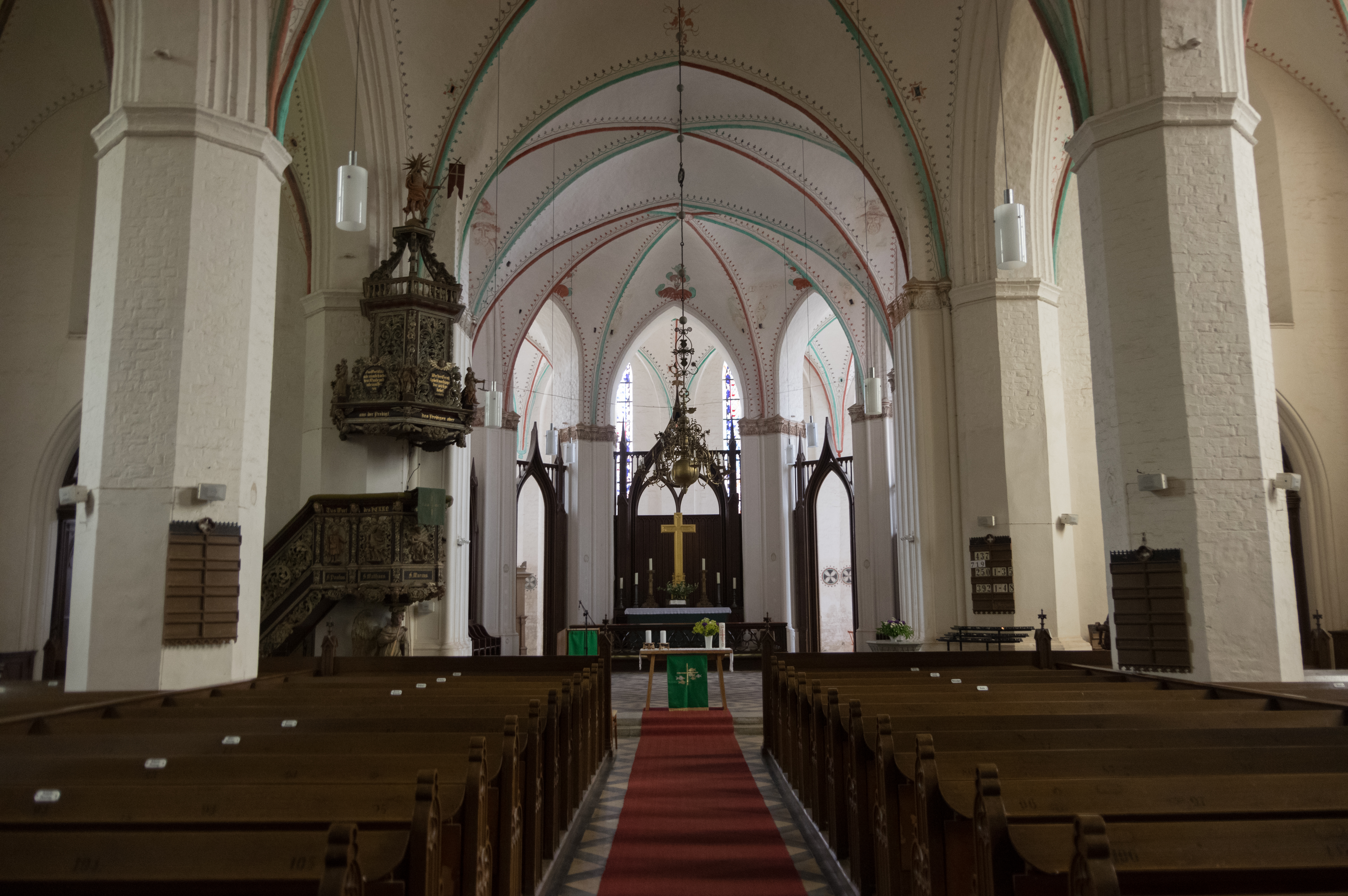
Das Kirchenschiff mit Altar und links die Kanzel

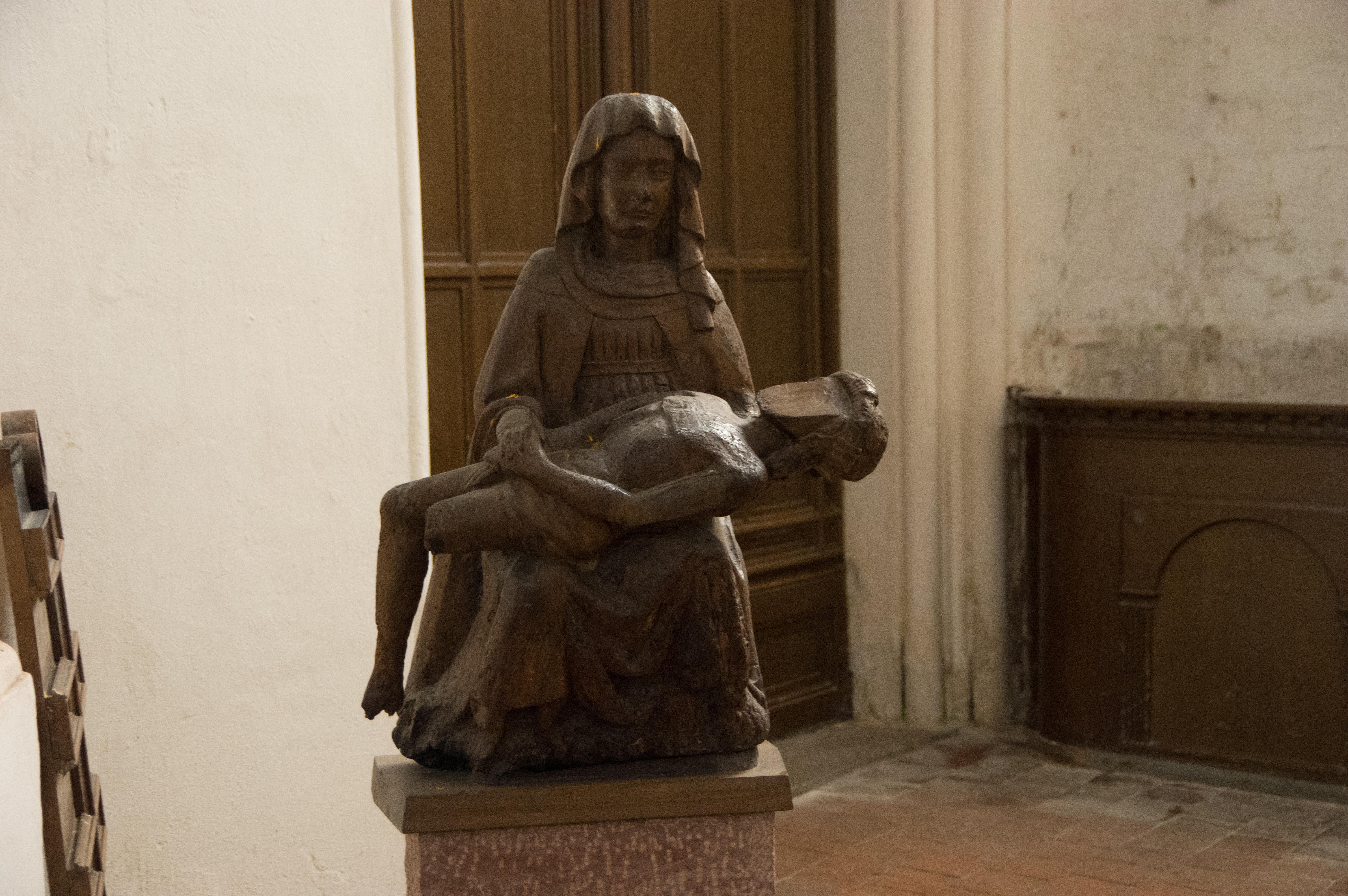
Pieta

- Bemerkenswert ist die reichgeschnitzte barocke Kanzel von 1707 mit der Darstellung der vier Evangelisten, den Engelsköpfen und dem üppigen Blattwerk als Zierrat.
- Das frühgotische Taufbecken aus Kalksandstein hat rundbogige Blendengliederung.
- Das Ratsgestühl mit seinen geschnitzten Wangen (Tiere, Blumen, Wappen) stammt von 1590. Dazu bestehen ein Restgestühl von 1622 und ein Zunftgestühl von 1586 mit geschnitzten Wangen mit Handwerksmotiven.
- Des Weiteren befinden sich an den Wänden mehrere Pfarrerbildnisse aus dem 18./19. Jahrhundert und verschiedene Grabdenkmäler aus dem 15. bis 19. Jahrhundert.

### Orgel
Die Orgel ist ein Werk von Mitteldeutscher Orgelbau A. Voigt mit 24 Registern auf drei Manualen und Pedal aus dem Jahr 1992. Sie ersetzte eine 1830 von Carl August Buchholz erbaute Orgel.

### Sanierungen
1976/77 erfolgte die innere Sanierung. Dabei wurden die spätmittelalterlichen Wandmalereien entdeckt und restauriert. Das Dach wurde 1986 neu eingedeckt.  Das äußere Bauwerk – vor allem Kirchturm und Kirchturmhalle – wurde 1992/93 mit Städtebauförderungsmitteln saniert.
1994 erhielt die Kirche eine Beschallungsanlage und die Lüftungsanlage wurde ausgebaut. Ab 1996 wurde die Kirchenfenster und die Außenwände saniert. „In den Jahren 1990 bis 2000“ – schrieb ein Gemeindemitglied – „haben die Kirchgemeinde und das Gebäude mehr Hilfe und Förderung erfahren als in den 60 Jahren davor.“

## Kirchengemeinde
Die evangelische Gemeinde St. Marien, die zum Pommerschen Evangelischen Kirchenkreis in Greifswald gehört, nutzt die Marienkirche.